# Kuli (Tagelöhner)

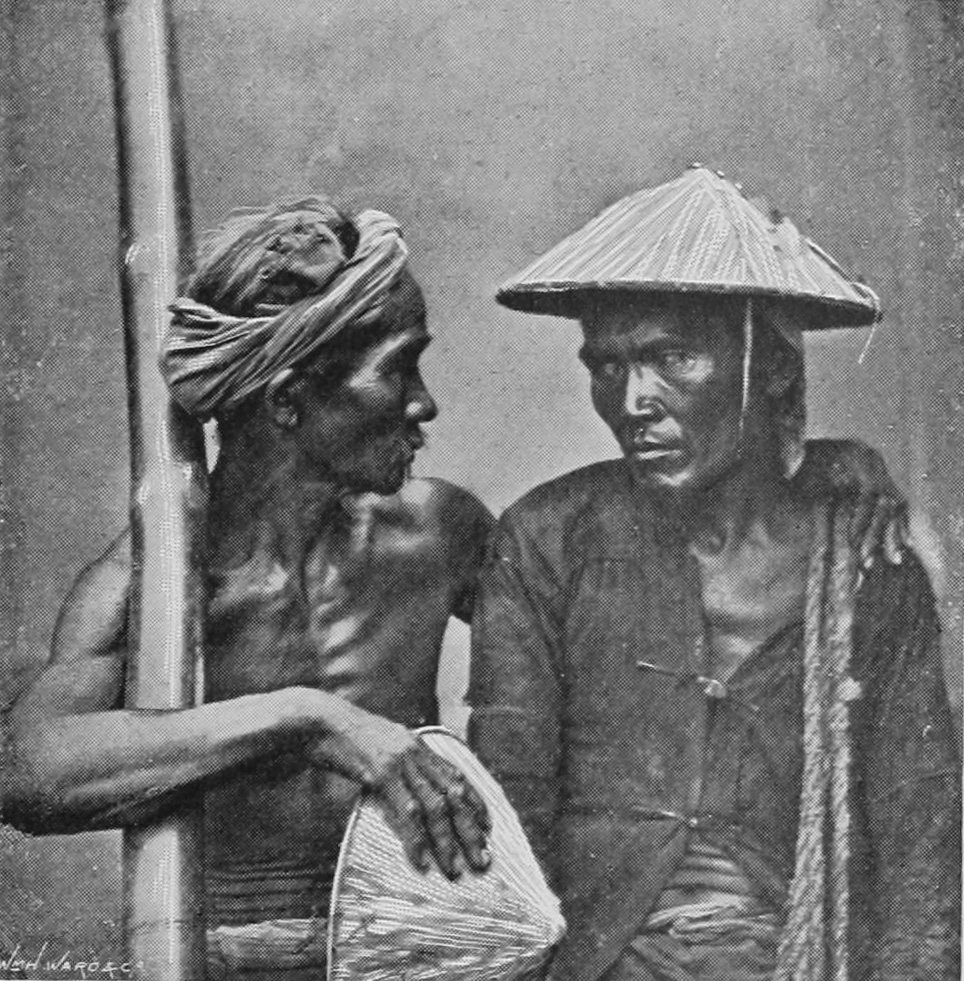
Chinesische Kulis; um 1871

Als Kuli (englisch Coolie) wurden überwiegend chinesische und südasiatische ungelernte Lohnarbeiter im 19. Jahrhundert und Anfang des 20. Jahrhunderts bezeichnet, die für ein Unternehmen als Kontraktarbeiter oder Tagelöhner arbeiteten. Ihr Einsatz erfolgte überwiegend auf Plantagen, in Kohleminen, als Lastenträger oder für andere gering bezahlte körperliche Tätigkeiten.
Die Anwerbung der Kulis erfolgte oft unter Zwang und mittels Methoden, die dem Sklavenhandel entsprachen. Die Mehrzahl der Betroffenen wurde in britische Kolonialgebiete Südostasiens sowie Mittel- und Südamerikas verbracht. Aufgrund der erzwungenen Ab- und Ausgrenzung in den Zielländern entwickelte sich die Diaspora der Überseechinesen.
Das Wort Kuli hat sich in verschiedenen Ländern als Bezeichnung für Gepäckwagen (Kofferkuli) auf Bahnhöfen erhalten. Auf Personen bezogen kann es abwertend verstanden werden.

## Etymologie
Nach dem Etymologischen Wörterbuch der deutschen Sprache geht das Wort Kuli über englisch coolie und Hindi कुली kulī „Lastträger“ auf den Namen einer Ethnie im nordwestindischen Gujarat zurück, deren Angehörige sich oft als Lohnarbeiter verdingten. Auch eine mögliche Herkunft vom tamilischen கூலி kūli, „Lohn, Tagelohn“, wird vorgeschlagen.
Eine andere Theorie vermutet den Ursprung in einer Turksprache, dem Tschagataischen, die Sprache Baburs, der im 16. Jahrhundert Nordindien eroberte. Darauf deutet das türkische Wort kul mit der Bedeutung „Knecht, Sklave“ hin. In diesem Fall hätte sich das Wort über Urdu qulī in weitere Sprachen Indiens verbreitet.
Ins Chinesische ist das Wort erst später gelangt. Dort sieht es in der Form 苦力,  kǔlì, wie eine chinesische Zusammensetzung aus. Die Bedeutung von „苦,  kǔ“ ist nämlich „bitter, hart“ und „力,  lì“ kann als „Arbeitskraft“ aufgefasst werden. Deshalb ist der Ursprung des Wortes gelegentlich im Chinesischen vermutet worden.
Niederländisch koelie war gleichfalls die Bezeichnung für die Vertragsarbeiter (niederländisch contractarbeiders) in Niederländisch-Indien zwischen etwa 1820 und 1941.

## Geschichte

Anlegeplatz in Macau um 1900, von wo aus viele Kulis verschifft wurden; vermutlich 1900–02

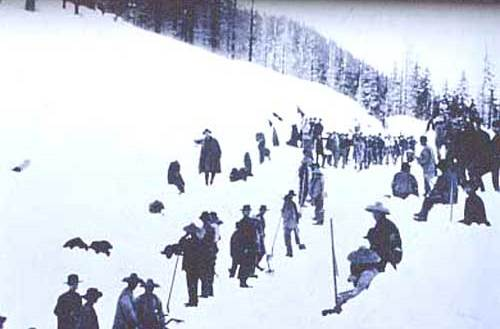
Chinesische Arbeitskräfte beim Bau der First Transcontinental Railroad; USA um 1865

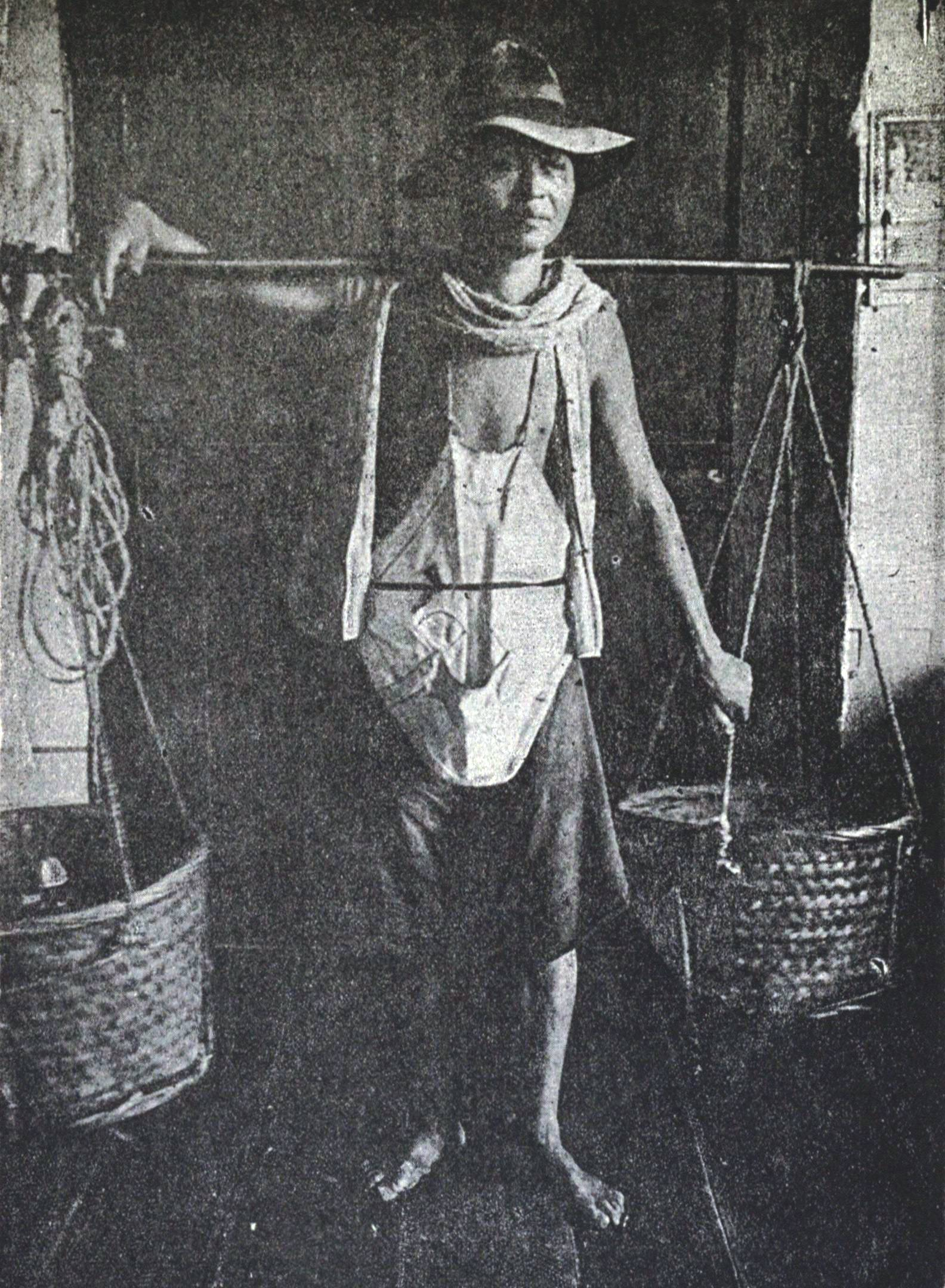
Chinesischer Kuli während der Amerikanischen Kolonialzeit auf den Philippinen; 1899

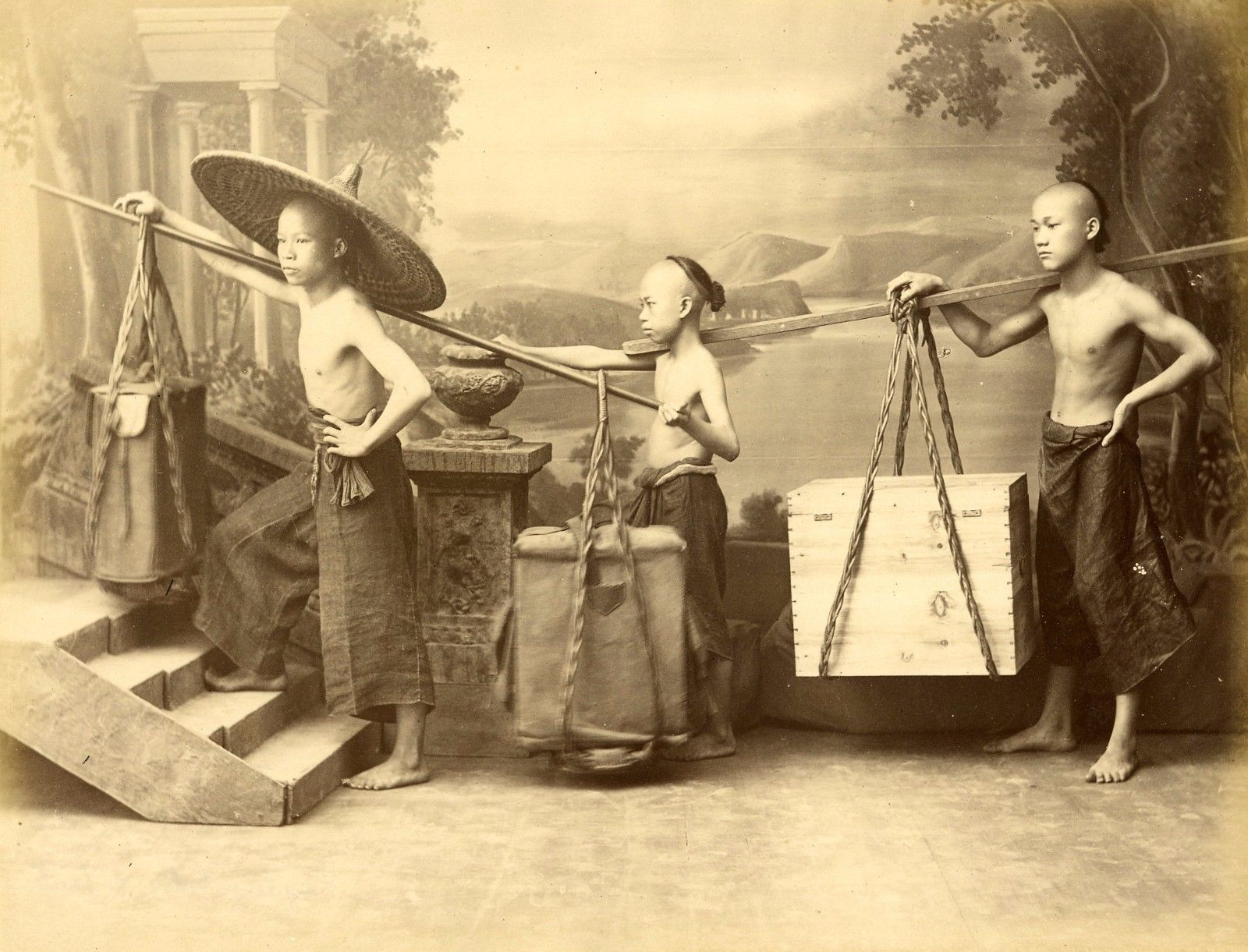
Der chinesische Fotograf Lai Afong (um 1839–1890) inszeniert in der britischen Kronkolonie Hongkong in einer Studioaufnahme drei chinesische Kulis; vor 1890.

Seit dem Wiener Kongress 1814 war der Sklavenhandel weltweit verboten, in den USA erst 1864. Dadurch fehlten in den überseeischen Kolonien die schwarzen Sklaven als billige Arbeiter. Die entstandene Lücke wurde schnell durch Blackbirding und in enormen Dimensionen durch das sogenannte Indentured Labour, ein 1806 durch die Briten weltweit eingeführtes System der Kontraktarbeit, geschlossen. Betroffen waren indische, ab 1840 größtenteils chinesische Arbeitskräfte, die auf Basis der Indenturverträge die Bezeichnung Kulis erhielten.
Die Beschaffung der Kulis war häufig mit Verschleppung verbunden und erfolgte zu einem großen Teil über Hauptumschlagsplätze wie Hongkong, Kanton und insbesondere Macau. Überwiegend junge Männer wurden unter häufig falschen Versprechen, unter Zwang und teilweise durch Entführung in „gefängnisartige, niedrige Baracken“ (Barracoons) gesperrt und später verschifft. In diesen Depots waren „die Kulis in einer Weise untergebracht, die ohne Übertreibung als unmenschlich bezeichnet werden müssen“, wie das deutsche Konsulat noch 1902 nach Berlin berichtete. Die Insassen der Barracoons gelangten, nicht selten unter Anwendung von Gewalt, auf meist überfüllte Dampfschiffe. Die Bedingungen der Unterbringung, Verpflegung und Überfahrt waren häufig so unerträglich, dass es nicht nur zu zahlreichen Todesfällen, sondern wiederholt zu Revolten und Meutereien kam.
An dem Kulihandel waren nahezu alle Nationen beteiligt, die Handel in Ostasien trieben. Von Hongkong und Macau wurden Hunderttausende Arbeitskräfte nach Singapur verbracht, wo sich im Laufe des 19. Jahrhunderts eine große chinesische Diaspora etablierte. Singapur entwickelte sich zum wichtigsten „Kuli-Umschlagplatz“. Von dort wurden die „Auswanderer“ in offiziell sogenannten Kulipassagen nach Afrika, Nord-, Mittel- und Südamerika und ganz Südostasien verschifft. Den Transport der Menschen von China nach Singapur beherrschten fast ausschließlich britische Reedereien in Linienschifffahrt.
Unter den 289 Dampfern, die in einem regelrechten Dauerbetrieb beispielsweise im Jahr 1890 chinesische Arbeiter nach Singapur brachten, befand sich nur ein chinesisches Schiff. Allerdings beteiligten sich keine zehn Jahre später Chinesen, die in Singapur die britische Staatsangehörigkeit erworben hatten, an dem „Kuli-Export“ und richteten unter britischer Flagge eigene Dampferlinien ein. Der größte Bedarf an billigen Arbeitskräften bestand in britischen und französischen Kolonien. Auch deutsche Unternehmer warben Kulis für die Arbeit in einzelnen deutschen Kolonien an.
Der Transport nach Nord- und Südamerika erfolgte mit amerikanischen, überwiegend jedoch ebenfalls mit britischen Schiffen und brachte den Händlern und Kapitänen die höchsten Gewinne. Viele Chinesen starben bei der Überfahrt. Für diejenigen, die das Zielland erreichten, hatte dieses oft nicht mehr zu bieten als China selbst. Kulis wurden häufig zu harten Arbeiten auf den Plantagen, in Bergwerken oder in Amerika vor allem bei dem Bau der Eisenbahn und in kalifornischen Minen herangezogen. Sie hatten einen „Kuli-Vertrag“ zu unterschreiben, durch den sie sich unter strengen Auflagen an das jeweilige Unternehmen banden (Indentur). So musste ein Kuli mindestens zehn Stunden am Tag arbeiten und durfte nicht ohne vorherige Erlaubnis die Arbeitsstätte verlassen.
Auch junge Frauen und Kinder wurden entführt. Der Anteil verheirateter Frauen, die den Weg ins Ausland fanden, lag Schätzungen zufolge bei weniger als 15 Prozent. Das heißt, fast 85 Prozent der deportierten Frauen waren junge Mädchen, die gezielt als Prostituierte mit verschifft wurden, da die „Gelbe Rasse“ unter sich bleiben sollte. Die Angst vor der „Rassenmischung“ vereinte alle Kolonialmächte. In den USA und Australien hatte die xenophobe Propaganda der „Gelben Gefahr“ bereits eine längere Geschichte; in Europa begann die fremdenfeindliche Konjunktur erst in den 1890er Jahren. Es handelte sich dabei um ein US-amerikanisches und gesamteuropäisches Ressentiment gegen ostasiatische Völker, insbesondere gegen Chinesen.
Während die Mehrzahl europäischer Forscher in der neueren Historiografie die illegalen Methoden bei der Rekrutierung der chinesischen Arbeiter nicht verleugnet, behaupten nicht wenige US-amerikanische Historiker, ohne dies belegen zu können, dass „Chinesen, die nach Nordamerika gingen, dies fast ausnahmslos als freie Männer mit landwirtschaftlicher, handwerklicher oder kaufmännischer Berufserfahrung taten und nicht als Kulis“; sie räumen aber ein, dass „die chinesischen Einwanderer in den USA vor dem Hintergrund der anti-chinesischen Propaganda der Zeit häufig abwertend als Kulis bezeichnet wurden“.
Tatsächlich haben sich amerikanische Unternehmen mit Billigung der US-Regierung aktiv an dem Menschenhandel beteiligt. Dokumentiert sind unter anderem zeitgenössische Angaben des Kapitäns der Messenger, ein amerikanisches Schiff, das regelmäßig Kulipassagen zwischen San Francisco und Hongkong anbot. Beispielsweise vermerkte der Kapitän am 5. Oktober 1859 im Logbuch: „500 Kulis an Bord, von denen die meisten, wenn nicht alle, in den Küstenregionen entführt wurden.“
Nachweislich gelangten allein über San Francisco zwischen 1870 und 1882 jährlich rund 18.000 Chinesen in die USA. Der Chinese Exclusion Act schränkte ab 1882 zwar die Immigration stark ein, konnte jedoch umgangen werden, wenn die Schiffe zuerst Häfen in Zentralamerika anliefen. Während und nach dem Philippinisch-Amerikanischen Krieg, bei dem etwa eine Million Filipinos ums Leben kamen, setzte die neue amerikanische Kolonialmacht ungezählte chinesische Kulis als billige Arbeitskräfte in den Kolonien und Protektoraten der Vereinigten Staaten ein. Auch über Hawaii und Kuba lief der Kulihandel amerikanischer Firmen weiter, wo Tausende Chinesen für die Arbeit auf Zuckerrohrplantagen eingesetzt wurden.
In die internationale Seemannsprache ging die gewaltsame Rekrutierung der Arbeitskräfte als Schanghaien ein. Seinen Höhepunkt erreichte der Kulihandel zwischen 1890 und 1911. Der weitaus größte Teil der chinesischen Kulis gelangte in die britischen Straits Settlements sowie britischen Kolonien in der Südsee und Australien. Allein schon bis 1858 sollen nach Australien rund 40.000 Chinesen verschifft worden sein, nachdem die britische Regierung ab Mitte des 19. Jahrhunderts keine Strafgefangenen mehr nach „Down Under“ deportierte, weshalb ein Mangel an Arbeitskräften speziell in der australischen Wollproduktion bestand.
Nach der Jahrhundertwende erfolgte die Verschiffung vieler Kulis nach Südafrika. In der Folge des Zweiten Burenkrieges fehlten in den dortigen Goldminen billige Arbeiter, so dass die britische Regierung den Transport indischer und chinesischer Kulis überwiegend nach Transvaal forcierte. Allein zwischen Juni 1904 und November 1906 kamen 63.296 chinesische Kulis in der Transvaal-Kolonie an.
Der Kulihandel brach erst nach Gründung der Republik China zusammen, nachdem Sun Yat-sen 1912 für Menschenhandel in China konsequent die Todesstrafe durchsetzte – auch das ein Beleg dafür, dass bis dahin die Mehrzahl der Auswanderungen nicht freiwillig erfolgte.

## Zeitzeugnisse

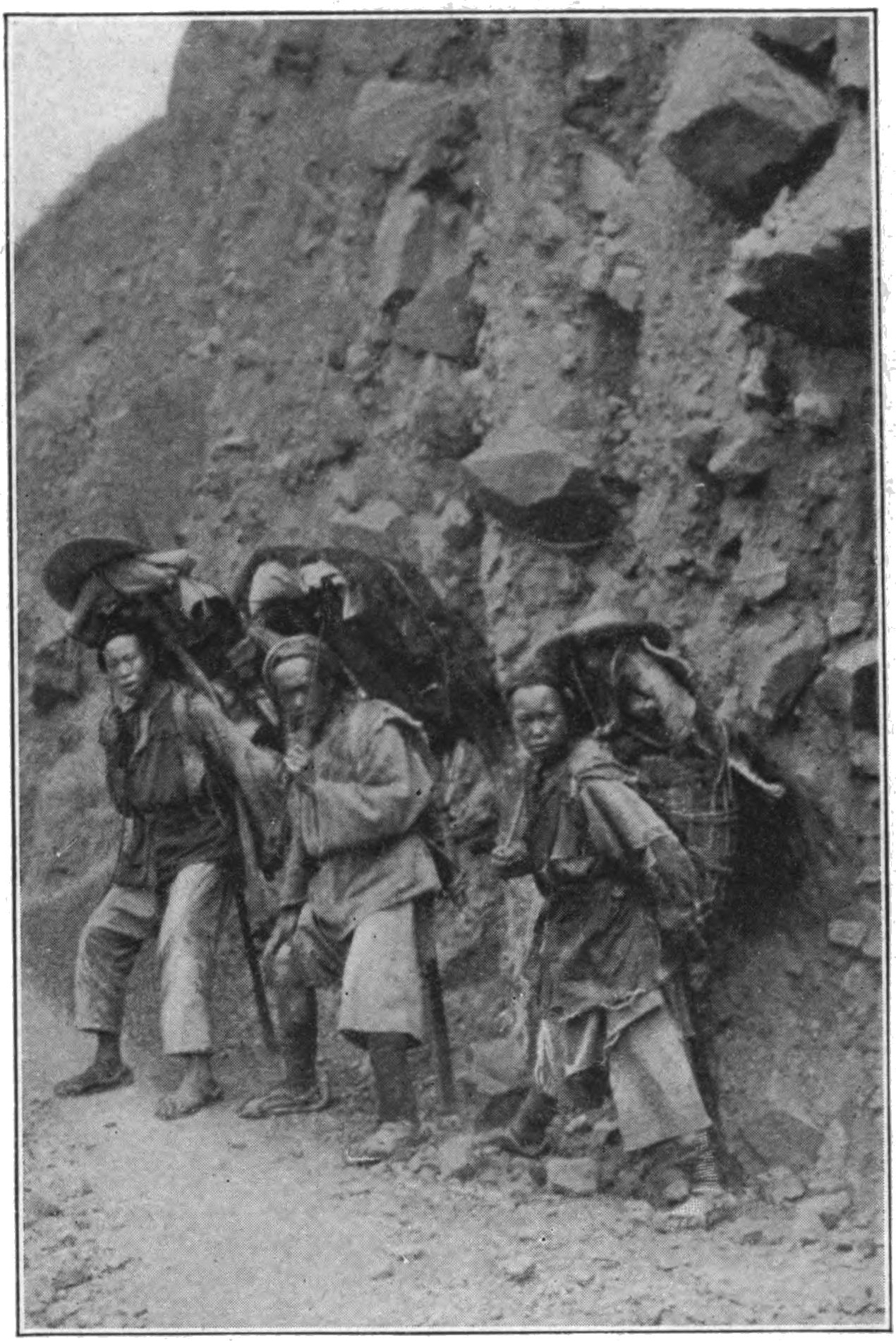
Kulis in einem britischen Bergwerk in China; 1913

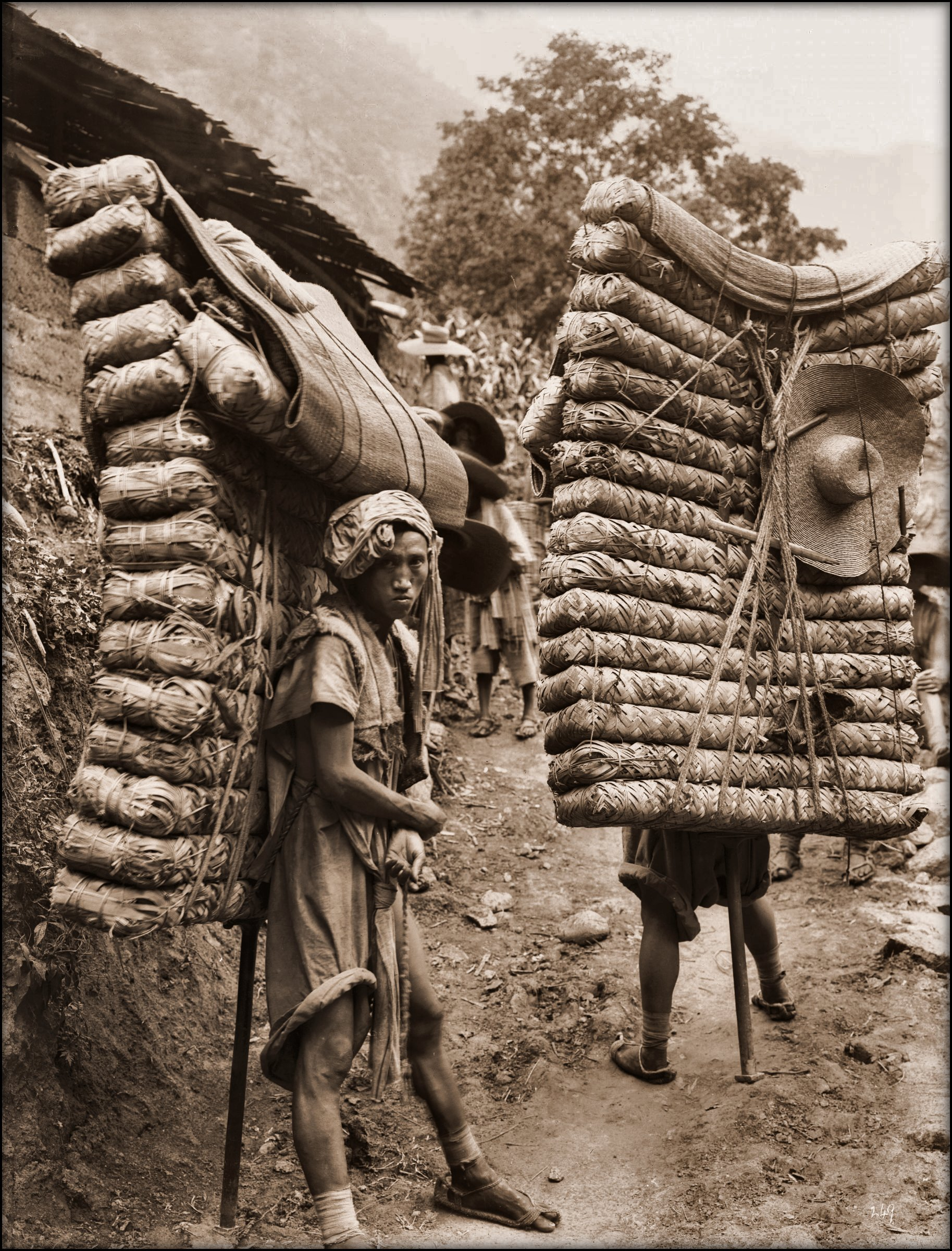
Chinesische Kulis beladen mit Tee; 1908

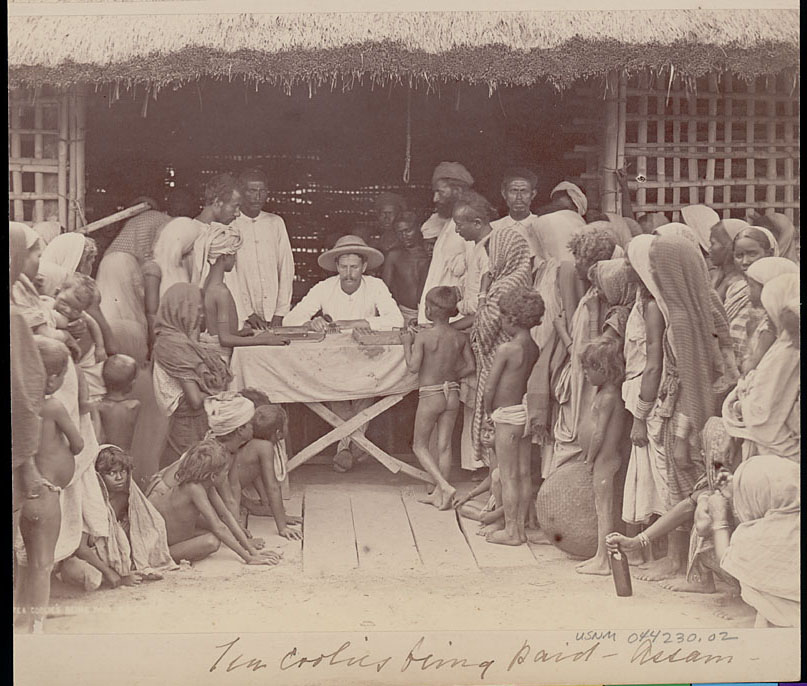
Assamesische Kulis bei der Ablieferung von Tee an britischen Kolonialherren; um 1903

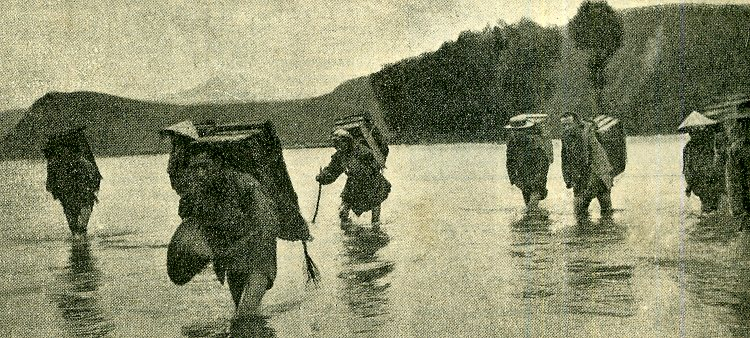
Von Japanern angeworbene chinesische Kulis; um 1904

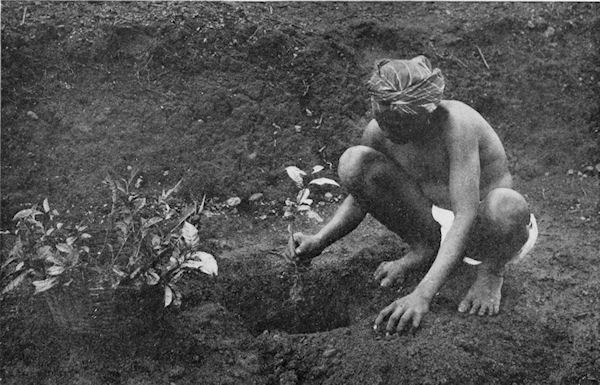
Kuli beim Setzen von Teepflanzen; Britisch-Indien; um 1907

Ein bemerkenswertes Zeitdokument stellt ein Bericht pommerscher Missionare dar, der unter der Überschrift Der Kulihandel – Ein Aufruf an die Menschheit des 19. Jahrhunderts am 1. November 1873 in der Zeitung Evangelischer Reichsbote erschien (Auszüge, gekürzt):

„Meinten wir nicht, der Sklaverei sei mit dem Siege der nordamerikanischen Union endlich ihre Grabesstätte bereitet worden? Kaum verschwindet an den Gestaden des Atlantischen Ozeans der Negerhandel, da verpestet die Ufer des Stillen Meeres der nichtswürdigste Menschenschacher. Wir sind Zeuge eines Rückfalls in die Sklaverei, deren Opfer der asiatische Kuli ist. Die Seuche verbreitete sich über andere tropische und subtropische Länder, insbesondere die Antillen, Zentralamerika, Guyana, Australien. Unter dem Namen der Freiheit und Auswanderung chinesischer Arbeiter, auf Grundlage eines Passage-Vorschusses und Dienstvertrags, bildete sich nach und nach ein in allen Einzelheiten sorgfältig geplantes System des Menschenfanges, bei welchem alle Erfahrungen der geschicktesten kaufmännischen Technik und des Reedereigewerbes mit Betrug, Hinterlist, Gewalttätigkeit, Raub und Mord so innig zusammengewoben sind, dass die Opfer der Gewinnsucht gleichsam in den Schlingen britischer Gesetzesparagraphen erdrosselt werden.
Das Verfahren in der Hauptsache ist bekannt. Der wichtigste Stapelplatz für den Handel mit frischem Menschenfleisch ist die in der Mündung des Kantonflusses gelegene portugiesische Besitzung Macau. Seit 1847, wo die ersten Auswanderungsschiffe von dort ausliefen, ist das Geschäft in fortwährendem Aufblühen zu kaum glaublicher Ausdehnung emporgeschwollen. Der Ablauf ist immer der gleiche und erfolgt nach altbewährtem Muster: freie Überfahrt nach den amerikanischen Arbeitsmärkten; als Gegenleistung die Verpflichtung, acht Jahre lang gegen einen geringen Lohn, monatlich nicht mehr als 6 Thaler, zu arbeiten; Überlassung der Kulis nach Ankunft in Amerika an den Meistbietenden. Mit anderen Worten: der Auswanderer verpflichtet sich nicht einem bestimmten Herren und Arbeitgeber, sondern degradiert sich selbst in allen Formen zu einem Sachgegenstand, der auf den Markt gebracht wird und wie ein Ballen Rinderhäute, je nach Konjunktur teuer oder billig verkauft wird.
Ein schlimmes Schicksal traf Diejenigen, welche auf den Chincha-Inseln in Südamerika mit der Gewinnung von Guano zu Tode gepeinigt wurden. Bereits 1860 war ermittelt worden, dass von 4.000 allein auf der Guano-Insel gelandeten Chinesen nicht ein einziger am Leben geblieben ist. Die Schicksale der chinesischen Auswanderer blieben im Reiche der Mitte nicht unbekannt. Umso mehr wurden die Mittel des Menschenfanges in Macau verschärft. Es entstanden zahlreiche Sklaven-Depots, in denen die chinesischen Kulis in der Zeit zwischen ihrer Anwerbung und Verschiffung wie in Vorratskammern aufgespeichert wurden. Sobald der Kuli das streng bewachte und vergitterte Eingangstor passiert hat, öffnet es sich nur noch einmal für ihn, wenn er an Bord des Schiffes in die Herde seiner Leidensgefährten getrieben wird.
Nach allen Regeln der Arbeitsteilung zerfällt der Kulihandel in mehrere eng ineinander greifende Geschäftszweige. Die englisch-französischen Verträge von 1860 stipulieren von China die Freiheit der Auswanderung. Seit jener Zeit sind englische Auswanderungsbüros in Kanton und Hongkong eröffnet worden. In deren Auftrag sind verschiedene Nationalitäten als Agenten tätig, welche ein Kopfgeld für jedes Stück Mensch empfangen. Unter ihnen sind portugiesische und chinesische Gauner, die man als Abschaum der Menschheit nennen kann. Verarmte Chinesen werden von ihnen zum Trunke in Spiellokale gelockt und bezahlen die Schulden einer Nacht mit ihrer Unterschrift, die ihnen die Freiheit, das Leben kosten wird. Nichts ahnende Handwerker und Bauern werden unter betrügerischen Vorspiegelungen eingefangen, nicht selten auch durch Kindesraub und Entführungen fortgeschleppt. Niemand in den südchinesischen Küstengegenden ist gegen die Gewalttaten geschützt. Alle diese Freveltaten geschehen in den täuschenden Formen des englischen Vertragsrechts. Der chinesische Gauner bezieht seine Prozente; der portugiesische Prokurator, der in Macau die Auswanderungsschiffe mustert, bekommt seinen Anteil und findet bei seinen Revisionen alles vorschriftsmäßig; die Kapitäne und Reedereien streichen den Löwenanteil ein.
Wie es den Kulis auf dem Transporte ergeht, ist der Öffentlichkeit hinreichend bekannt. In kleinen Zeitungsnotizen zerstreut, entgehen die Nachrichten aber der nachhaltigen Aufmerksamkeit; sie verfallen dem Schicksal der Vergessenheit mit dem Verschwinden der Zeitungsnummer, die sie gebracht hatte. Mehr als die Wiederholung solcher Schreckensberichte erwirkt vielleicht die Statistik. Zwischen 1847 und 1866 verbrachten 211 Schiffe allein nach Cuba 85.768 Kulis, von denen 11.209 auf der Überfahrt verstarben. Wie viele später an Krankheiten und an Selbstmord in kurzer Zeit nach ihrer Ausschiffung verendeten, ist unbekannt. Jedenfalls behält der Chinese nach seiner Landung kaum eine Hoffnung, seine Heimat wieder zu sehen. Wer nach Ablauf seines achtjährigen Arbeitskontraktes die Rückfahrt nicht zu zahlen vermag, hat nur die eine Möglichkeit, sich wiederum für acht weitere Jahre zu verpflichten, und so fort.“

Der österreichische Forschungsreisende und spätere Diplomat Karl von Scherzer, der zwischen 1857 und 1859 an der Novara-Expedition teilnahm, hielt in seinem Buch Reisen der österreichischen Fregatte Novara um die Erde über den Kulihandel fest (Auszüge, gekürzt):

„Nicht wenige werden durch Alkohol oder Opium betäubt und wachen erst in abgeriegelten Depots auf. Wir haben abgezehrte, hagere Jammergestalten gesehen, die sich verpflichteten für 4 Dollar im Jahr bei irgendeinem ihnen in der Ferne zugewiesenen Dienstherren zu arbeiten. Die Überfahrt, welche in der Regel vier bis fünf Monate dauert, geschieht gewöhnlich auf englischen, amerikanischen, portugiesischen, aber leider auch einigen wenigen deutschen Schiffen. Andere Berichte sprechen sich äußerst günstig über die Anstrengung deutscher Missionare aus, um diesen Menschenhandel zu beschränken und namentlich den sogenannten „Kulifang“ (Kidnapping) zu verhindern. Welchen Qualen die armen Menschen schon während der Überfahrt ausgesetzt sind, geht aus der Tatsache hervor, dass nicht selten eine Anzahl dieser Unglücklichen über Bord springt, um durch den Tod in den Wellen ihrem Leiden ein Ende zu machen. Es sind nach Aussagen von Kapitänen dieser Sklaven-Schiffe, mit den wir in verschiedenen Häfen sprachen, Fälle vorgekommen, dass durch schlechte Kost und Misshandlung 38 Prozent der eingeschifften Chinesen vor dem Erreichen des Ankunftshafens starben.“

Stellvertretend für das Schicksal vieler entführter Chinesen steht die Aussage eines 23-jährigen Kulis vom 4. Januar 1860 während der Fanny-Kirchner-Affäre:

„Eine Gruppe von Kulijägern, 13 an der Zahl, kamen in unser Haus und schnappten mich. Ich wurde gebunden, geknebelt und nach Tung-poo gebracht, dann nach Tschengtschau zu einer Dschunke, wo ich gefragt wurde, ob ich auswandern wolle. Ich wurde mit einem Tau geschlagen, weil ich mich weigerte, auswandern zu wollen. Dann wurde ich in die Barracoons nach Macau gebracht. Man sagte mir, dass, wenn ich an Bord des ausländischen Schiffes die Frage, ob ich ausreisen wolle, verneine, dann zurückgebracht und getötet werde. Man fragte mich an Bord des ausländischen Schiffes, und ich weigerte mich, auszureisen. Ich wurde wieder auf die chinesische Dschunke gebracht und erneut mit dem Tau geschlagen. Daraufhin sagte ich, dass ich bereit bin, auszuwandern. Viele andere sagten sofort ohne nochmals geschlagen zu werden, dass sie auswandern wollen, weil die Kulijäger damit gedroht hatten, sonst die Familie zu töten.“

Aus einer anderen Perspektive schilderte der Reiseschriftsteller Otto Ehrenfried Ehlers 1896 in der Zeitschrift Im Osten Asiens seine Sicht des Kulihandels:

„Bekanntlich ist vor kurzem von Singapore aus der erste Transport chinesischer Kulis nach Ost-Afrika abgegangen, und in wenigen Tagen sollen in Macao 600 Chinesen verladen werden, die als Eisenbahnarbeiter für den Kongostaat angeworben sind.
Man verfolgt hier diese Unternehmungen mit großem Interesse und ist gespannt zu hören, ob Arbeitgeber wie Arbeitnehmer im dunklen Weltteil ihre Rechnung finden werden. Dass der chinesische Kuli als Pflanzer und Erdarbeiter, namentlich da, wo er im Akkord arbeitet, seinesgleichen sucht, darüber ist sich die Welt einig; die Frage ist nur, ob er für Afrika nicht zu teuer zu stehen kommt. Es ist mir unbekannt, wieviel Anwerbung und Transport der von Singapore nach Pangani geschafften Kulis gekostet hat, ich weiß jedoch, dass man die Kosten für den Kopf von Macao nach einem beliebigen Hafen der deutsch-ostafrikanischen Küste auf 450 Mark gegen 240 Mark nach Sumatra berechnet. Der Vertrag würde auf 3 Jahre, 30 Mark garantierten Verdienst im Monat, freie Beköstigung und freie Rückfahrt lauten. Die Kosten der letzteren werden auf etwa 150 Mark für den Kopf angenommen.
Demnach würden sich die Unkosten für Anwerbung, Hin- und Rückfahrt für den einzelnen Kuli auf rund 600 Mark d. h. 200 Mark jährlich, gleich etwa 70 Pfg. für jeden Arbeitstag belaufen. Rechnet man die Beköstigung (Reis, Tee und gesalzenes Fleisch) auf 30 Pfg. für Mann und Tag dazu, so ergibt sich alles in allem ein Gesamttagelohn von 2 Mark für den Mann, d. h. viermal soviel als der Eingeborene in Ostafrika als Plantagenarbeiter bis jetzt zu erhalten pflegt.
Sollte sich trotz dieser hohen Löhne die Beschäftigung chinesischer Kulis für die Plantagen als profitabel herausstellen, so kommt es nur darauf an, durch richtige, gerechte Behandlung die Chinesen zu fesseln. Von den Berichten, die sie in die Heimat schicken, wird es abhängen, ob man weiteren Zuzug wird erwarten können oder nicht.“

## Nachwirkungen

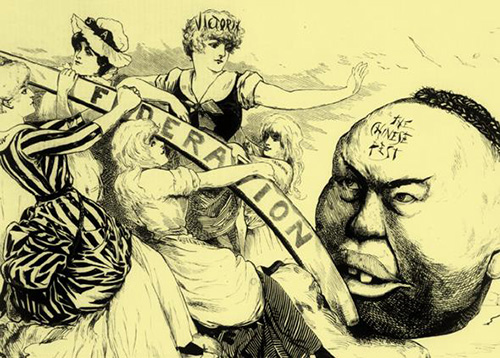
Antichinesisches Plakat in Australien; 1886

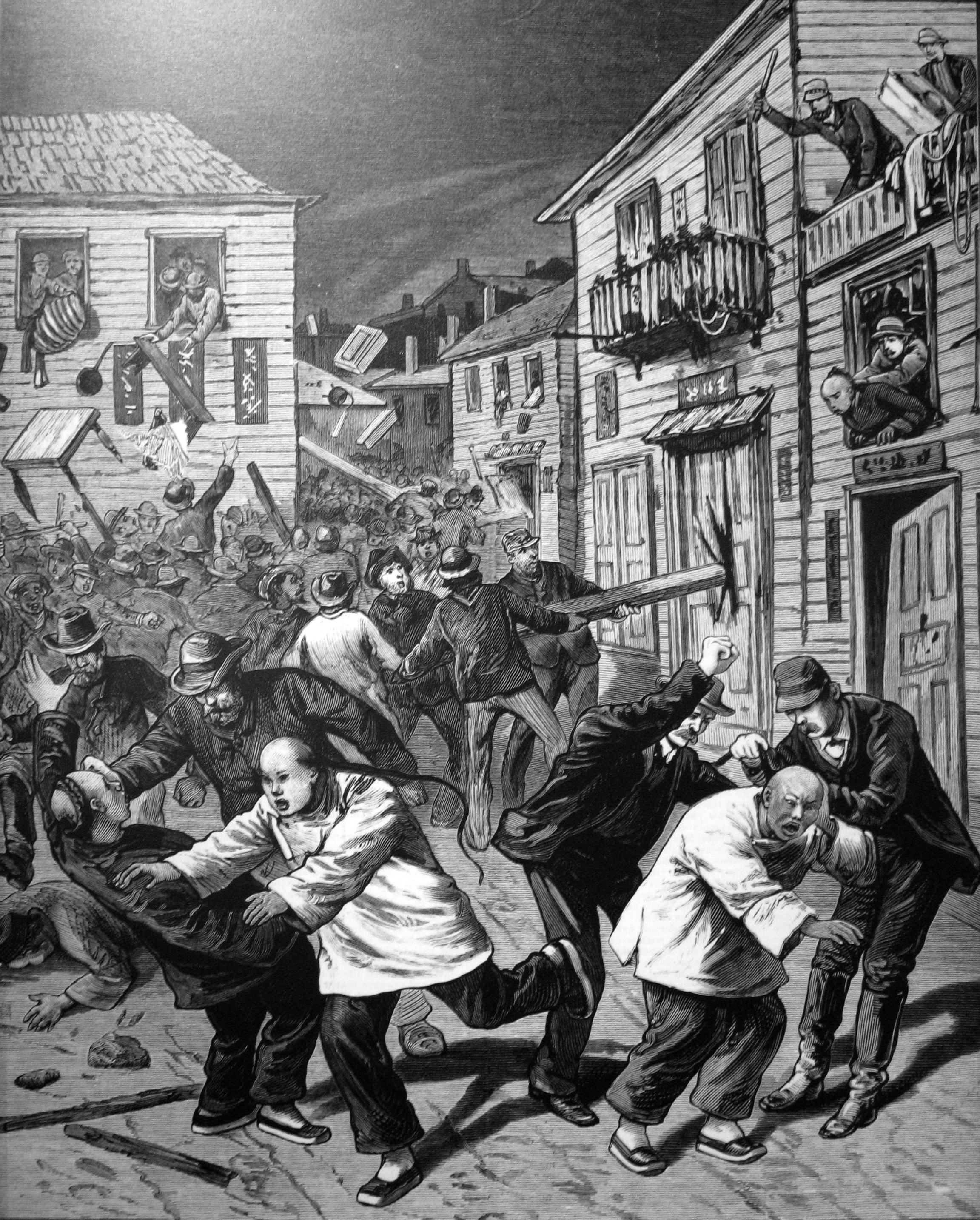
Chinesenpogrom in Denver (USA) am 31. Oktober 1880, Frank Leslie´s Illustrated Newspaper; 1880

Übersicht Länder mit heutiger großer chinesischer Diaspora; Stand 2010

Die chinesischen Kulis erwarben sich in Übersee rasch einen Ruf als fleißige und äußerst genügsame Arbeiter. Mark Twain hielt in seinem 1872 veröffentlichten Buch Roughing it fest: „Ein unordentlicher Chinamann ist selten und einen faulen gibt es nicht“. Dennoch waren die chinesischen Einwanderer in fast allen Erdteilen sehr bald Anfeindungen ausgesetzt – vor allem seitens der weißen Arbeiterschaft, die in ihnen missliebige Lohndrücker und Streikbrecher sahen. Die Folge waren Diskriminierungen und rassistische Übergriffe, die mitunter tödlich endeten.
Nicht nur in Südafrika organisierten sich weiße Arbeiter und Angestellte in antichinesischen Vereinen, um weitere Einwanderungen der Kulis zu stoppen. Die Einführung diskriminierender Gesetze in manchen Ländern, insbesondere in den USA, wo unter anderem die Einwanderung chinesischer Ehefrauen nicht erlaubt war, führte bereits gegen Ende des 19. Jahrhunderts zu einer Rückkehrwelle in die Heimat. Der Entscheid dürfte einigen Kulis nicht schwer gefallen sein, warteten doch in vielen Fällen die zurückgelassenen Frauen und Kinder sehnsüchtig auf sie.
Trotz der sozialen Ausgrenzung blieben Millionen Kulis in der Fremde, weil sie sich die Rückfahrt nicht leisten konnten oder ihr Glück mit der Eröffnung eines Restaurants, einer Wäscherei, eines Lebensmittelladens oder Ähnlichem suchten. Die soziale Ausgrenzung führte weltweit zu einer Politik der Abschottung und zur Bildung chinesischer Enklaven, die ihren Ausdruck in Chinatowns und China Townships fanden. Im Gegensatz zu klassischen Einwanderervierteln entwickelten sich diese „Chinesenstädte“ zu keinen Übergangsstationen, sondern nahmen eine dauerhafte wirtschaftliche und soziologische Sonderstellung ein. Kantonesisch blieb in allen Chinatowns die führende Sprache; wann immer möglich wurden Netzwerke (Guanxi) zur alten Heimat geknüpft und gepflegt.
Die Diaspora und Methoden des Kulihandels haben in der nationalen Erinnerung Chinas einen festen Platz. Menschenhandel wird bis heute in ganz China, sowohl in der Volksrepublik China wie in der Republik China (Taiwan), mit der Todesstrafe geahndet (Stand 2018). Zugleich gehören vor allem die erzwungenen Auswanderungen der chinesischen Arbeiter und die Diskussion über ihr überseeisches Schicksal zu wichtigen Faktoren, die zur Stärkung des chinesischen Nationalismus beitrugen. Zahlreiche junge Überseechinesen leisteten als Aktivisten einen entscheidenden Beitrag zur politischen Geschichte der chinesischen Wiedervereinigung. Sun Yat-sen bezeichnete die chinesische Gemeinschaft im Ausland als „Mutter der chinesischen Revolution“ von 1911.
Die globale Mobilität der Kulis war nicht nur ein Faktor bei der Entstehung nationaler Zugehörigkeit und weltweiter Vernetzung. Vor allem in südostasiatischen Ländern hat die chinesische Präsenz die gesellschaftlichen Entwicklungen und Auseinandersetzungen nachhaltig verändert, die häufig bis in die Gegenwart anhalten. Schätzungen gehen heute von 60 Millionen im Ausland lebender Chinesen aus. Über 75 Prozent der Einwohner Singapurs sind Auslandschinesen; damit ist Singapur de facto ein chinesischer Staat. Etwa 30 Prozent der Bevölkerung von Malaysia sind Chinesen. In anderen Ländern wie Indonesien, Myanmar, Südkorea, Thailand oder Vietnam liegt ihr Anteil an der Bevölkerung unter zehn Prozent. Allerdings dominieren Auslandschinesen in allen Staaten Südostasiens in Handel und Industrie.
In keinem Staat Südostasiens sind die Nachfahren der Kulis in derart regelmäßigen Abständen Zielscheibe für Gewaltausbrüche wie in Indonesien. Sie sind oft Sündenböcke für den Währungsverfall, die rapide Verteuerung der Lebensmittel etc. Mit acht Millionen verzeichnet Indonesien weltweit die größte chinesische Minderheit. Zwar stellen die Auslandschinesen hier nur vier Prozent der Gesamtbevölkerung, sie kontrollieren jedoch etwa 80 Prozent des gesamten Privatvermögens Indonesiens. Auf den Philippinen sind nur ein Prozent der Bevölkerung Nachfahren der chinesischen Einwanderer, trotzdem befinden sich hier ebenfalls weite Teile der Wirtschaft in ihrer Hand. 90 Prozent aller Entführungsopfer auf den Philippinen sind ethnische Chinesen. In Malaysia verabschiedet die Regierung regelmäßig Gesetze, die Chinesen, die ein Drittel der Bevölkerung stellen, die Geschäfte erschweren sollen. Hingegen werden in Thailand die 6,5 Millionen Chinesen als Teil der Gesellschaft akzeptiert und als Geschäftsleute geachtet. Ähnlich ist die Situation in Südkorea.
Obwohl die Bezeichnung Kuli heute in fast allen Ländern der Erde als abwertend und rassistisch angesehen wird, findet der Begriff insbesondere in Südostasien, in der Karibik und in Südafrika unverändert Verwendung. Dies geschieht nicht selten beabsichtigt in einem abwertenden Kontext, oft aber unbedacht im allgemeinen Sprachgebrauch, um sich auf Personen indischer oder südasiatischer Abstammung zu beziehen. Der Gebrauch des Wortes Kuli ist heute in Südafrika und Namibia als Hate Speech (Hasswort) verboten.